# Sainte-Colombe-en-Bruilhois
Pour les articles homonymes, voir Sainte-Colombe.
Sainte-Colombe-en-Bruilhois est une commune française, située dans le département de Lot-et-Garonne (région Nouvelle-Aquitaine).

## Géographie

### Localisation

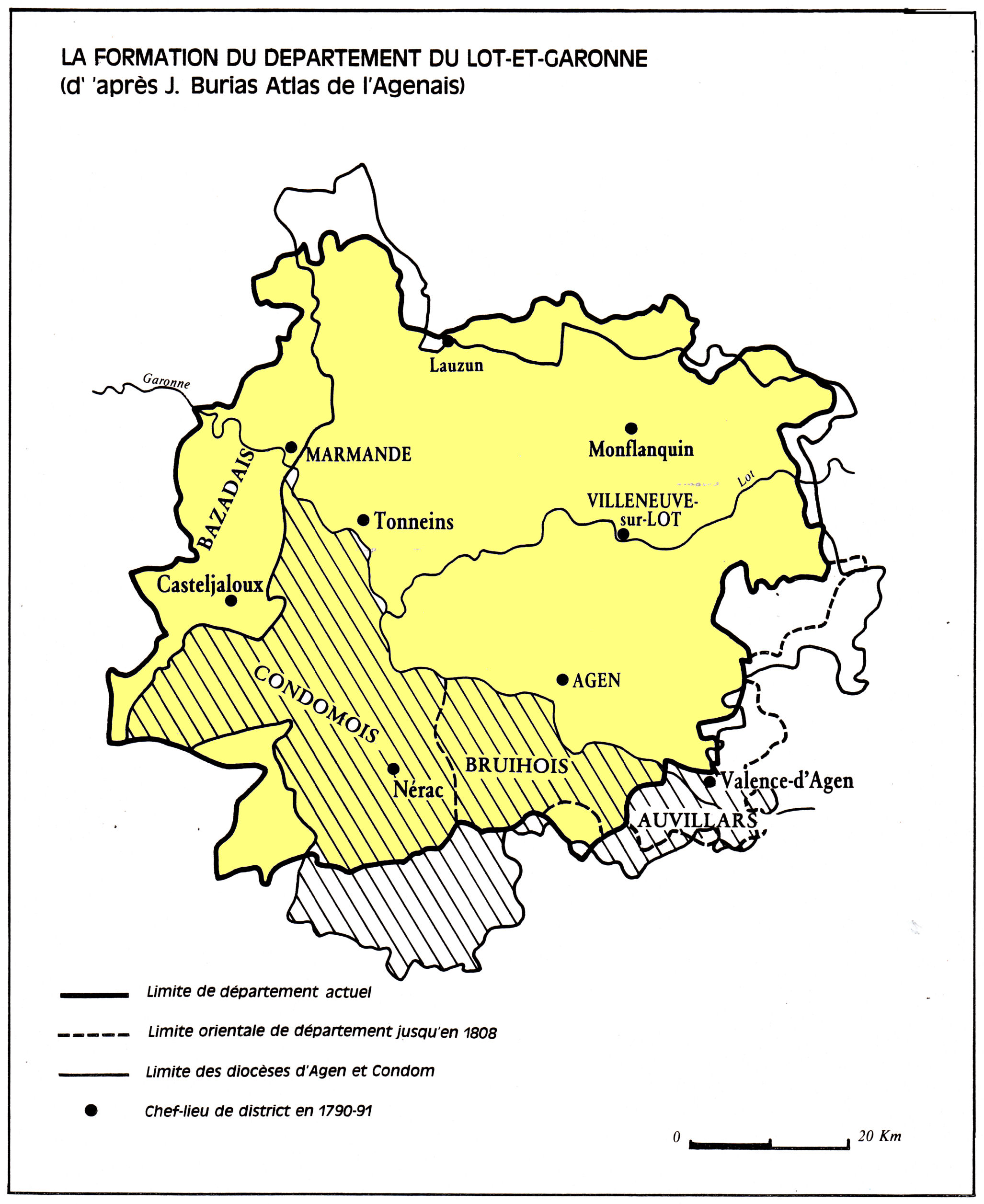
Localisation du Brulhois dans le département.

Commune située en Brulhois, au sud du département du  Lot-et-Garonne, à 10 km à l'ouest d'Agen.
Elle fait partie de l'aire d'attraction d'Agen, ainsi que de la zone d'emploi et du bassin de vie de cette ville.

### Communes limitrophes
Les communes limitrophes sont Colayrac-Saint-Cirq, Moncaut, Brax, Laplume, Montagnac-sur-Auvignon, Roquefort et Sérignac-sur-Garonne.
| Sérignac-sur-Garonne   | Colayrac-Saint-Cirq        | Brax      |
|                        | Sainte-Colombe-en-Brulhois | Roquefort |
| Montagnac-sur-Auvignon | Moncaut                    | Laplume   |

### Géologie et relief
La superficie de la commune est de 21,15 km2 ; son altitude varie de 35  à   168 mètres.

### Hydrographie
Le nord du territoire communal est limité par le lit du fleuve la Garonne et par le canal latéral à la Garonne.
Le Bagneauque draine la commune du sud au nord avant de rejoindre la Garonne à Sérignac-sur-Garonne.

### Climat
Pour des articles plus généraux, voir Climat de la Nouvelle-Aquitaine et Climat de Lot-et-Garonne.
Historiquement, la commune est exposée à un climat océanique aquitain.  
En 2020, Météo-France publie une typologie des climats de la France métropolitaine dans laquelle la commune est exposée à un climat océanique altéré et est dans la région climatique Aquitaine, Gascogne, caractérisée par une pluviométrie abondante au printemps, modérée en automne, un faible ensoleillement au printemps, un été chaud (19,5 °C), des vents faibles, des brouillards fréquents en automne et en hiver et des orages fréquents en été (15 à 20 jours).
Pour la période 1971-2000, la température annuelle moyenne est de 12,6 °C, avec une amplitude thermique annuelle de 15,8 °C. Le cumul annuel moyen de précipitations est de 788 mm, avec 10,6 jours de précipitations en janvier et 6,5 jours en juillet. Pour la période 1991-2020, la température moyenne annuelle observée sur la station météorologique la plus proche, située sur la commune d'Estillac à 5 km à vol d'oiseau, est de 13,8 °C et le cumul annuel moyen de précipitations est de 708,2 mm,. Pour l'avenir, les paramètres climatiques de la commune estimés pour 2050 selon différents scénarios d’émission de gaz à effet de serre sont consultables sur un site dédié publié par Météo-France en novembre 2022.

## Urbanisme

### Typologie
Au 1er janvier 2024, Sainte-Colombe-en-Bruilhois est catégorisée commune rurale à habitat dispersé, selon la nouvelle grille communale de densité à sept niveaux définie par l'Insee en 2022.
Elle est située hors unité urbaine. Par ailleurs la commune fait partie de l'aire d'attraction d'Agen, dont elle est une commune de la couronne,. Cette aire, qui regroupe 81 communes, est catégorisée dans les aires de 50 000 à moins de 200 000 habitants,.

### Occupation des sols

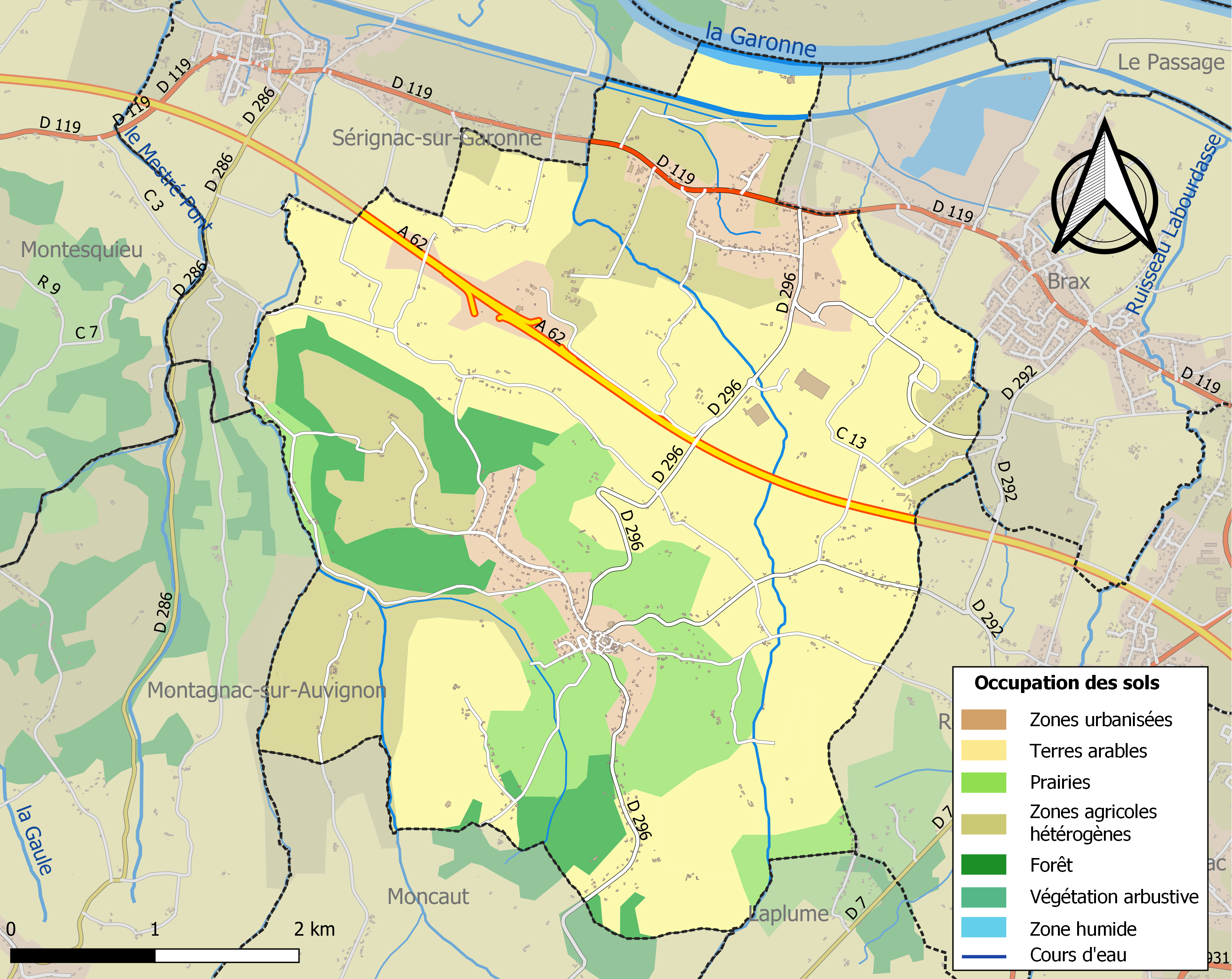
Carte des infrastructures et de l'occupation des sols de la commune en 2018 (CLC).

L'occupation des sols de la commune, telle qu'elle ressort de la base de données européenne d’occupation biophysique des sols Corine Land Cover (CLC), est marquée par l'importance des territoires agricoles (82,7 % en 2018), en diminution par rapport à 1990 (93,3 %). La répartition détaillée en 2018 est la suivante : 
terres arables (46 %), zones agricoles hétérogènes (19,3 %), prairies (13,1 %), forêts (7,7 %), zones urbanisées (7,4 %), cultures permanentes (4,3 %), zones industrielles ou commerciales et réseaux de communication (1,9 %), eaux continentales (0,3 %). L'évolution de l’occupation des sols de la commune et de ses infrastructures peut être observée sur les différentes représentations cartographiques du territoire : la carte de Cassini (XVIIIe siècle), la carte d'état-major (1820-1866) et les cartes ou photos aériennes de l'IGN pour la période actuelle (1950 à aujourd'hui).

### Habitat et logement
En 2020, le nombre total de logements dans la commune était de 723, alors qu'il était de 695 en 2015 et de 662 en 2010.
Parmi ces logements, 89,5 % étaient des résidences principales, 1,5 % des résidences secondaires et 9 % des logements vacants. Ces logements étaient pour 98,2 % d'entre eux des maisons individuelles et pour 1,5 % des appartements.
Le tableau ci-dessous présente la typologie des logements à Sainte-Colombe-en-Bruilhois en 2020 en comparaison avec celle de Lot-et-Garonne et de la France entière. Une caractéristique marquante du parc de logements est ainsi la faible proportion des résidences secondaires et logements occasionnels (1,5 %) par rapport au département (6,3 %) et à la France entière (9,7 %).
| Typologie                                               | Sainte-Colombe-en-Bruilhois | Lot-et-Garonne | France entière |
| ------------------------------------------------------- | --------------------------- | -------------- | -------------- |
| Résidences principales (en %)                           | 89,5                        | 81,9           | 82,1           |
| Résidences secondaires et logements occasionnels (en %) | 1,5                         | 6,3            | 9,7            |
| Logements vacants (en %)                                | 9                           | 11,7           | 8,2            |

### Voies de communication et transports
Sainte-Colombe-en-Bruilhois est desservie par les routes départementales RD 119, qui la relie à Agen, et RD 296, orientée nord/sud.
Elle est traversée par l'autoroute A62 et bénéficie depuis novembre 2022 de la sortie 6.1 (Agen Ouest), implantée en partie sur le territoire communal
Une voie verte est aménagée sur le chemin de halage du canal latéral à la Garonne, donnant un accès aisé à Agen.

### Risques majeurs
Le territoire de la commune de Sainte-Colombe-en-Bruilhois est vulnérable à différents aléas naturels : météorologiques (tempête, orage, neige, grand froid, canicule ou sécheresse), inondations, mouvements de terrains et séisme (sismicité très faible). Il est également exposé à un risque technologique,  le transport de matières dangereuses. Un site publié par le BRGM permet d'évaluer simplement et rapidement les risques d'un bien localisé soit par son adresse soit par le numéro de sa parcelle.

### Risques naturels et technologiques
La commune fait partie du territoire à risques importants d'inondation (TRI) d’Agen, regroupant 20 communes concernées par un risque de débordement de la Garonne, un des 18 TRI qui ont été arrêtés fin 2012 sur le bassin Adour-Garonne. Les événements antérieurs à 2014 les plus significatifs sont les crues de 1435, 1875, 1930, 1712, 1770 et 1952. Des cartes des surfaces inondables ont été établies pour trois scénarios : fréquent (crue de temps de retour de 10 ans à 30 ans), moyen (temps de retour de 100 ans à 300 ans) et extrême (temps de retour de l'ordre de 1 000 ans, qui met en défaut tout système de protection). La commune a été reconnue en état de catastrophe naturelle au titre des dommages causés par les inondations et coulées de boue survenues en 1982, 1999, 2008, 2009, 2018 et 2021,.
Les mouvements de terrains susceptibles de se produire sur la commune sont des affaissements et effondrements liés aux cavités souterraines (hors mines) et des tassements différentiels. Afin de mieux appréhender le risque d’affaissement de terrain, un inventaire national permet de localiser les éventuelles cavités souterraines sur la commune.

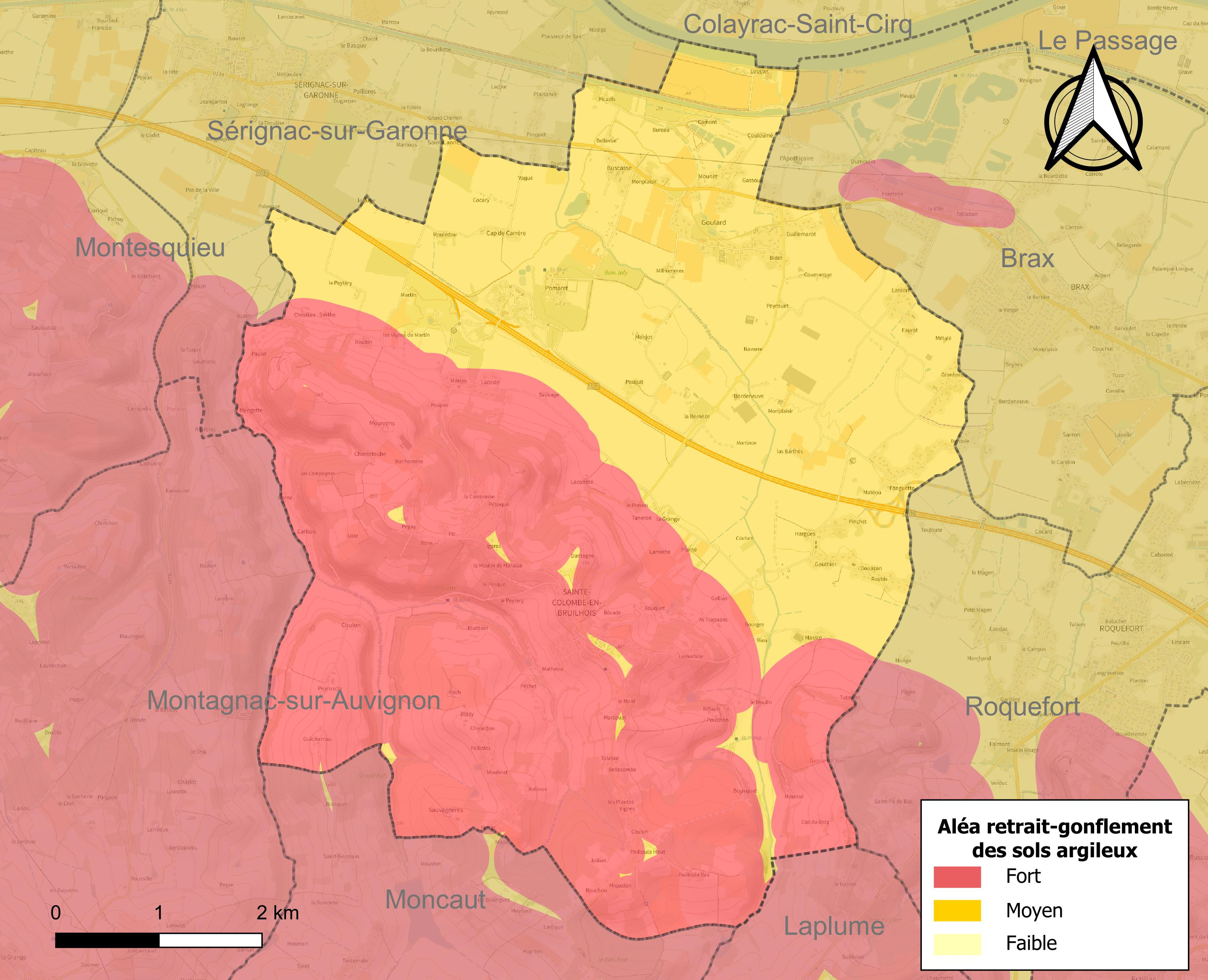
Carte des zones d'aléa retrait-gonflement des sols argileux de Sainte-Colombe-en-Bruilhois.

Le retrait-gonflement des sols argileux est susceptible d'engendrer des dommages importants aux bâtiments en cas d’alternance de périodes de sécheresse et de pluie. La totalité de la commune est en aléa moyen ou fort (91,8 % au niveau départemental et 48,5 % au niveau national). Depuis le 1er octobre 2020, en application de la loi ELAN, différentes contraintes s'imposent aux vendeurs, maîtres d'ouvrages ou constructeurs de biens situés dans une zone classée en aléa moyen ou fort,.
Concernant les mouvements de terrains, la commune a été reconnue en état de catastrophe naturelle au titre des dommages causés par la sécheresse en 1989, 1996, 2003, 2005, 2011 et 2017 et par des mouvements de terrain en 1999.

## Histoire
La commune, instituée par la Révolution française, absorbe en 1827 celle de Mourens.

## Politique et administration

### Rattachements administratifs et électoraux

#### Rattachements administratifs
La commune se trouve dans l'arrondissement d'Agen du département du Lot-et-Garonne.
Elle faisait partie depuis 1793 du canton de Laplume. Dans le cadre du redécoupage cantonal de 2014 en France, cette circonscription administrative territoriale a disparu, et le canton n'est plus qu'une circonscription électorale.

#### Rattachements électoraux
Pour les élections départementales, la commune fait partie depuis 2014 du canton de l'Ouest agenais.
Pour l'élection des députés, elle fait partie de la première circonscription de Lot-et-Garonne.

### Intercommunalité
Sainte-Colombe-en-Bruilhois était membre de la communauté de communes du canton de Laplume-en-Bruilhois, un établissement public de coopération intercommunale (EPCI) à fiscalité propre créé en 1998 et auquel la commune avait transféré un certain nombre de ses compétences, dans les conditions déterminées par le code général des collectivités territoriales.
Conformément aux prescriptions de la loi de réforme des collectivités territoriales du 16 décembre 2010, qui a prévu le renforcement et la simplification des intercommunalités et la constitution de structures intercommunales de grande taille, cette intercommunalité a fusionné avec ses voisines  pour former, le 1er janvier 2013, la communauté d'agglomération dénommée Agglomération d'Agen, dont est désormais membre la commune.

### Liste des maires
| Période                                  | Période                       | Identité             | Étiquette | Qualité                                                                              |
| ---------------------------------------- | ----------------------------- | -------------------- | --------- | ------------------------------------------------------------------------------------ |
| Les données manquantes sont à compléter. |                               |                      |           |                                                                                      |
|                                          |                               |                      |           |                                                                                      |
| 1935                                     | 1936                          | Marcel Desméroux     | SFIO      | Propriétaire exploitant Syndicaliste agricole                                        |
|                                          |                               |                      |           |                                                                                      |
| 1944                                     | 1959                          | Marcel Desméroux     | SFIO      | Propriétaire exploitant, résistant Syndicaliste agricole Officier du Mérite agricole |
|                                          |                               |                      |           |                                                                                      |
| mars 1983                                | mai 2018                      | Hubert Duffour,      | DVD       | Retraité agricole Mandat écourté par la démission d'une partie du conseil municipal  |
| mai 2018                                 | mai 2023                      | Olivier Thérasse,    |           | Gérant de société Mandat écourté par la démission d'une partie du conseil municipal  |
| mai 2023 2023,                           | En cours (au 30 janvier 2024) | Mme Dominique Milani |           | Retraitée de la MSA                                                                  |

## Équipements et services publics

### Espaces publics
Dans son palmarès 2024, le Conseil national de villes et villages fleuris de France a attribué trois fleurs à la commune.

### Enseignement
La commune est dotée d'une école publique, répartie sur deux sites : l'école élémentaire, 2 rue des Faïenciers, et l’école maternelle, 1 place des Vignerons, placés sous une direction unique. Une cantine scolaire est organisée.

## Population et société
Les habitants sont appelés les Sainte-Colombins et Sainte-Colombines

### Démographie
L'évolution du nombre d'habitants est connue à travers les recensements de la population effectués dans la commune depuis 1793. Pour les communes de moins de 10 000 habitants, une enquête de recensement portant sur toute la population est réalisée tous les cinq ans, les populations de référence des années intermédiaires étant quant à elles estimées par interpolation ou extrapolation. Pour la commune, le premier recensement exhaustif entrant dans le cadre du nouveau dispositif a été réalisé en 2005.

En 2022, la commune comptait 1 552 habitants, en évolution de −6,62 % par rapport à 2016 (Lot-et-Garonne : −0,18 %, France hors Mayotte : +2,11 %).
| 1793  | 1800  | 1806  | 1821  | 1831  | 1836  | 1841  | 1846  | 1851  |
| ----- | ----- | ----- | ----- | ----- | ----- | ----- | ----- | ----- |
| 1 395 | 1 257 | 1 285 | 1 268 | 1 533 | 1 405 | 1 375 | 1 339 | 1 306 |

| 1856  | 1861  | 1866  | 1872  | 1876  | 1881 | 1886 | 1891 | 1896 |
| ----- | ----- | ----- | ----- | ----- | ---- | ---- | ---- | ---- |
| 1 210 | 1 174 | 1 112 | 1 068 | 1 020 | 966  | 925  | 922  | 845  |

| 1901 | 1906 | 1911 | 1921 | 1926 | 1931 | 1936 | 1946 | 1954 |
| ---- | ---- | ---- | ---- | ---- | ---- | ---- | ---- | ---- |
| 851  | 830  | 812  | 686  | 711  | 747  | 708  | 742  | 792  |

| 1962 | 1968 | 1975 | 1982 | 1990  | 1999  | 2005  | 2006  | 2010  |
| ---- | ---- | ---- | ---- | ----- | ----- | ----- | ----- | ----- |
| 792  | 743  | 920  | 998  | 1 238 | 1 345 | 1 543 | 1 610 | 1 656 |

| 2015  | 2020  | 2022  | - | - | - | - | - | - |
| ----- | ----- | ----- | - | - | - | - | - | - |
| 1 659 | 1 548 | 1 552 | - | - | - | - | - | - |

### Manifestations culturelles et festivités
- L'exposition artistique de Sainte-Colombe-en-Bruilhois organisée par l'Amicale laïque, dont la 29e édition s'est déroulée en mars 2024[40].

### Vie associative
La commune bénéficie des animations organisées par le comité des fêtes, fonde en 1967 et qui compte une vingtaine de bénévoles.
L'association des Amis du patrimoine se consacre à la connaissance et à la sauvegarde du patrimoine local

## Économie
L'intercommunalité a aménagé le Technopôle Agen Garonne (TAG), aisément accessible depuis le nouvel échangeur autoroutier de Brax,.

## Culture locale et patrimoine

### Lieux et monuments
- Église Sainte-Colombe[45],  Inscrit MH (1926)[46]. Église essentiellement gothique.
- Église Saint-Martin à Mourrens,  Classé MH (1932)[47]. Église romane.
- Église Notre-Dame de Goulard[48].
- Moulin à vent sur la route de Mourrens, à Sainte-Colombe-en-Bruilhois.
- Nécropole mérovingienne de Coulon[49].
- Pigeonnier de Marassé[50].
- Allée funéraire de Chanteloube.
- Pierre Quillée aussi appelée Menhir de Higaros : monolithe en calcaire  qui a été christianisé (gravure d'une croix sur sa face est) et aurait été antérieurement surmonté d'une croix[51]. 44° 11′ 03″ N, 0° 30′ 18″ E

### Personnalités liées à la commune
- Philippe Benetton (1968- ), joueur et entraîneur de rugby à XV international français, évoluant au poste de troisième ligne aile, habite la commune[52]

### Héraldique
| Blason de Sainte-Colombe-en-Bruilhois | Blason  | D’argent au lion d’azur, couronné d’or, armé et lampassé de gueules. |
| Blason de Sainte-Colombe-en-Bruilhois | Détails | Il s'agit des armes de la famille du Bouzet, dont dix gentilshommes ont porté le titre de seigneur de Sainte-Colombe du XVe siècle jusqu'aux abords de la Révolution française Le statut officiel du blason reste à déterminer. |

## Pour approfondir